# Hełm HB-04
Hełm HB-04 – hełm balistyczny opracowany przez Maskpol przeznaczony dla Policji, Straży Granicznej i innych służb mundurowych.
Hełm HB-04 w standardzie MICH/ACH to hełm balistyczny opracowany przez firmę Maskpol przeznaczony dla Policji, Straży Granicznej i innych służb mundurowych. Celem jest ochrona głowy użytkownika przed bezpośrednim uderzeniem odłamków i niektórych rodzajów amunicji broni ręcznej.

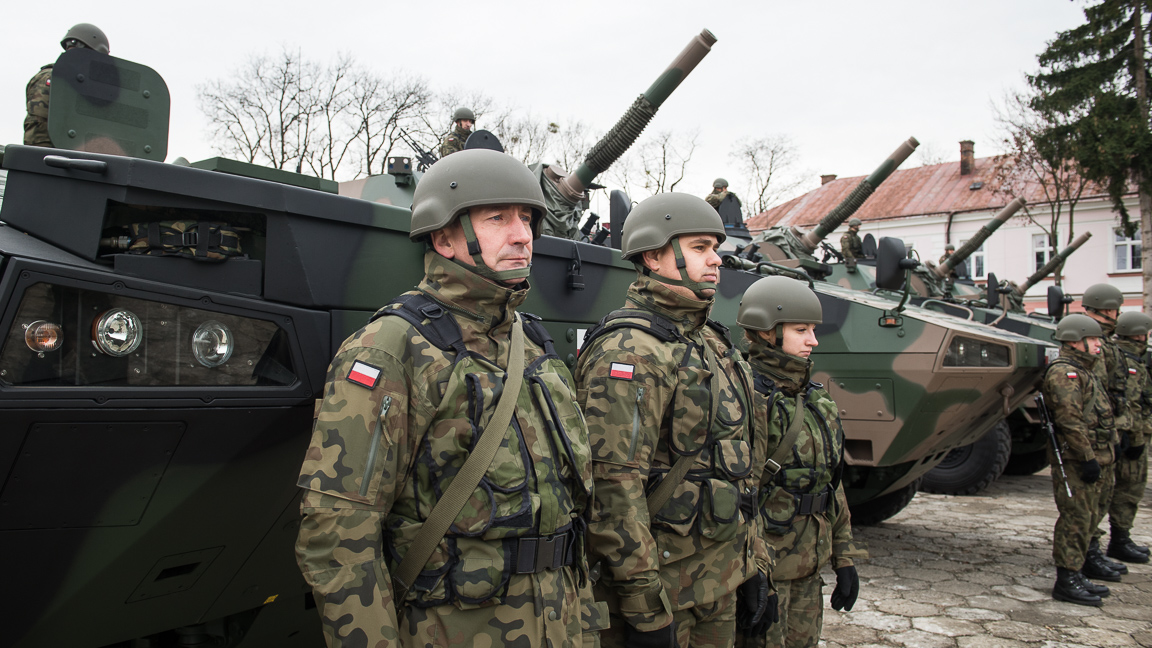
Polscy żołnierze w hełmach HB-04 obok moździerza samobieżnego M120K Rak

## Historia
Hełm, który wcześniej nosił oznaczenie HP-04 (hełm policyjny-04), zmienił nazwę i obecnie nazywa się hełm balistyczny HB-04. Zmiana nazwy jest czysto kosmetyczna, ale jest bardziej uporządkowana i odpowiada faktycznemu stanowi rzeczy, gdyż hełm zmienił się z policyjnego na „uniwersalny”. Hełm używany jest w policji pod oryginalną nazwą HP-04, w Straży Granicznej nosi nazwę HP-04 SG, a w Wojsku Polskim używany jest przez załogi polskich samobieżnych armat 155 mm AHS Krab .
Charakterystyczną cechą hełmów artyleryjskich Krab są duże rzepy przyklejone do powierzchni skorupy, które utrudniają przesuwanie opaski ochronnika słuchu po skorupie.
Metoda mocowania opaski na zewnątrz hełmu CG634 za pomocą rzepu jest powszechna w armii kanadyjskiej wśród załóg pojazdów bojowych, głównie czołgów. Podobną metodę umieszczania rzepu na powierzchni czaszki stosuje armia chorwacka.

## Specyfikacja
- Odporność balistyczna: odłamkoodporna – V50 powyżej 600 m/s dla odłamków FSP o masie 1,1 g, kuloodporna – 357 Magnum JSP o masie 10,2 g (425 ± 15) m/s oraz 9x19 mm FMJ o masie 8,0 g (360 ± 15) m/s – wg PN-V-87001:2011[5]
- Dostępne w 3 rozmiarach, z zakresem obwodu głowy
- Waga kasku w zależności od rozmiaru od 1,3 do 1,5 kg
- W pełni regulowany pas na głowę z czterema paskami
- Regulowany system zawieszenia zapewnia bezpieczne dopasowanie do obwodu głowy użytkownika – dostępny w 3 rozmiarach,
- Wykonane z zaawansowanych technologicznie materiałów balistycznych
- Wyposażony w szyny na akcesoria i uchwyt montażowy do gogli noktowizyjnych
- Wyposażony w szyny na akcesoria i uchwyt montażowy gogli noktowizyjnych
- Kompatybilny ze sprzętem ochronnym: kamizelką kuloodporną, maską gazową, okularami ochronnymi, systemem komunikacji głosowej z aktywną ochroną słuchu.

## Użytkownicy
Polska
- Używany przez policję pod oryginalną nazwą HP-04.
- Używany przez Straż Graniczną w wariancie HP-04 SG.
- Stosowany przez Wojsko Polskie do obsługi haubic samobieżnych kalibru 155 mm AHS Krab.

## Odniesienia
1. ↑  HEŁM BALISTYCZNY HB-04. www.maskpol.com.pl. [dostęp 2025-02-27].
2. ↑  HEŁM BALISTYCZNY HB-04. www.maskpol.com.pl. [dostęp 2025-02-27].
3. ↑  MSPO 2021: Hełmy i elementy Tytana od Maskpolu. defence24.pl. [dostęp 2025-02-27].
4. ↑  Hełm HP-04 do zadań specjalnych. special-ops.pl. [dostęp 2025-02-27].
5. ↑  Maskpol: HEŁM BALISTYCZNY HB-04. www.maskpol.com.pl. [dostęp 2025-02-27]. (pol.).